# Pryor Creek
Pryor Creek, auch einfach als Pryor bezeichnet, ist eine US-amerikanische Stadt im Bundesstaat Oklahoma und der County Seat des Mayes County. Das U.S. Census Bureau hat bei der Volkszählung 2020 eine Einwohnerzahl von 9.444 ermittelt.

## Geschichte
In den frühen 1800er Jahren erhielten die Stämme der Cherokee, Osage und Choctaw Zuteilungen im Indianerterritorium in der Region, die später zu Oklahoma werden sollte. Captain Nathaniel Hale Pryor, der mit einer Osage-Frau verheiratet war, gehörte zu den Siedlern im Nordosten Oklahomas. Er gründete einen Handelsposten am Grand River. Diese Ortschaft profitierte von ihrem Standort am Texas Road Cattle Trail und später dem Jefferson Highway. Im Jahr 1870 begann die Missouri-Kansas-Texas Railroad mit dem Bau von Gleisen nach Texas in den Gebieten der Cherokee Nation entlang der Grenze zu Kansas. Im Juni 1871 erreichte die Bahnlinie die heutige Ortschaft Pryor Creek. Pryor lebte als typische Town des Wilden Westens anfangs von der Viehzucht und profitierte später von dem Bau des Pensacola Dam.
Schließlich wurde ein Postamt eingerichtet, das der Stadt den Namen Coo-y-yah gab. Coo-y-yah ist das Cherokee-Wort für „Ort der Heidelbeeren“. Am 23. April 1887 wurde Coo-y-yah in Pryor Creek umbenannt, aber das „Creek“ wurde am 26. Januar 1909 vom Postamt gestrichen. Der offizielle Name der Stadtverwaltung ist immer noch Pryor Creek und die meisten Bewohner nennen den Ort weiterhin so.
Am 27. April 1942 fegte ein Tornado entlang der Hauptstraße von Pryor Creek vom westlichen Rand des Geschäftsviertels bis zum östlichen Rand der Stadt, zerstörte fast alle Gebäude und richtete in den Wohngebieten große Schäden an. Nach Angaben des US-Wetteramtes kamen bei dem Sturm 52 Menschen ums Leben, doch die Associated Press gab die Zahl zwei Tage nach dem Sturm mit 60 an. Mehr als 400 Menschen wurden bei dem Sturm verletzt, der Schäden in Höhe von schätzungsweise 3 Millionen US-Dollar verursachte. Beim Oklahoma Tornado Outbreak im Mai 1999 wurde die Ortschaft erneut beschädigt.

## Demografie
Nach einer Volkszählung von 2020 leben in Pryor Creek 9.444 Menschen. Die Bevölkerung teilte sich 2022 auf in 65,9 % Weiße, 16,3 % amerikanische Ureinwohner, 0,5 % Afroamerikaner, 0,4 % Asiaten und 9,4 % mit zwei oder mehr Ethnizitäten. Hispanics oder Latinos aller Ethnien machten 7,5 % der Bevölkerung aus. Das mittlere Haushaltseinkommen lag 2022 bei 46.635 US-Dollar und die Armutsquote bei 20,6 %.

## Bildung
Die Rogers State University hat eine Zweigstelle in Pryor, der Campus der Rogers State University Pryor ist die einzige Universität, die das Gebiet um Pryor und Mayes County versorgt, und im Durchschnitt besuchen mehr als 350 Studenten pro Semester den Campus. Pryor ist der Sitz von einem der vier Standorte von Northeast Tech, einer öffentlichen Berufs- und Fachschule.

## Wirtschaft
Der MidAmerica Industrial Park liegt etwa 6,4 km südlich von Pryor und beherbergt mehr als 80 Unternehmen, darunter führende Fortune-500-Unternehmen wie Google oder DuPont. 2013 beschäftigte der Industriepark knapp 4000 Arbeitnehmer, die meistens aus der Stadt oder dem Umland kommen. Google hat hier 2011 eines seiner größten Datenzentren errichtet, welches 2018 erweitert wurde, was Googles Investitionen in dem Ort auf 2,5 Milliarden Dollar erhöhte.

## Verkehr
Pryor Creek liegt an der Kreuzung von U.S. Route 69 und Oklahoma State Highway 20. Die Stadt hat einen Güterbahnhof der Union Pacific Railroad und mit dem MidAmerica Industrial Park Airport einen eigenen Flugplatz.

## Kultur und Freizeit
Pryor ist Gastgeber von Rocklahoma, eines jährlichen Musikfestivals, das 6,4 km nördlich der Stadt stattfindet. In der Umgebung befinden sich Wanderwege, mehrere Stadtparks und Golfplätze.

## Söhne und Töchter der Stadt
- Joseph J. Clark (1893–1971), Admiral